# Big Eyes
Pour les articles homonymes, voir Big Eyes (homonymie).
Pour plus de détails, voir Fiche technique et Distribution.
Big Eyes, ou Les Grands Yeux au Québec, est un film américano-canadien réalisé par Tim Burton et sorti en 2014. Il s'agit d'un film biographique sur Margaret et Walter Keane.
Amy Adams et Christoph Waltz incarnent donc ce couple. À la fin des années 1950 et au début des années 1960, Walter Keane connaît un succès phénoménal et révolutionne le commerce de l'art grâce à ses énigmatiques tableaux représentant des enfants malheureux aux yeux immenses. Mais en réalité, ces toiles ont été peintes par sa femme, Margaret. L’extraordinaire mensonge des Keane a réussi à duper le monde entier.
Le film obtient un accueil critique favorable et est nommé dans trois catégories aux Golden Globes (meilleure actrice dans un film musical ou une comédie pour Amy Adams, meilleur acteur dans un film musical ou une comédie pour Christoph Waltz et meilleure chanson originale), remportant celui de la meilleure actrice dans un film musical ou une comédie.

## Synopsis
Dick Nolan, journaliste dans un journal à scandale, raconte ce récit qui commence avec l'histoire de Margaret Ulbrich (du nom de son premier époux). En 1958, celle-ci décide de s'enfuir du domicile conjugal avec sa fille Jane et d'aller à San Francisco. Elle y déménage en quête de travail, mais, en dépit de son grand talent de peintre, les possibilités de trouver un emploi sont très peu nombreuses. La seule façon pour gagner de quoi vivre est constituée par la réalisation de portraits en public, même si le gain est minimal. C'est là qu'elle rencontre un autre peintre de rue du nom de Walter Keane. Celui-ci essaie de s'approcher de Margaret, pour laquelle il éprouve une forte attirance. Walter est en réalité un agent immobilier, qui dit avoir comme hobby de peindre les rues de Paris, ville dans laquelle il prétend avoir vécu longtemps et où il aurait effectué ses études dans l'une de ses plus importantes écoles.
La peinture de Margaret est remarquable de par une caractéristique particulière, qui est de peindre des jeunes filles (inspirées de sa fille Jane) avec des yeux disproportionnés par rapport au reste du corps. Les deux peintres commencent à se fréquenter et après que l'ancien mari de Margaret a tenté de récupérer la garde de leur fille Jane, Walter propose à Margaret de l'épouser. Bien que cela semble précipité, Margaret, fascinée par le charisme et l'initiative de Walter, accepte. Ils se marient à Hawaï et la première période du mariage en est heureuse. Walter est fasciné par le style de la peinture de Margaret et souhaite que ses peintures soient exposées dans les grandes galeries d'art qui rejettent toute proposition en raison de la prépondérance et de la mode de l'art abstrait.
Lors d'une soirée, Walter demande au propriétaire d'une boîte de jazz, Enrico Banducci, d'exposer ses tableaux et ceux de sa femme. Banducci accepte mais il lui dédie un couloir menant aux toilettes de l'établissement, suscitant la colère de Walter. Ce dernier, furieux, lui assène un tableau de sa femme sur la tête. La publicité faite autour de l'incident intéresse le journaliste Dick Nolan et les gens affluent à la galerie pour admirer les œuvres exposées. 
Walter constate que le public est plus attiré par les peintures de Margaret et profite du fait que de nombre d'entre elles sont signées de son nom d'épouse : Keane, Walter décide de s'approprier frauduleusement la paternité de ces œuvres, affirmant qu'il en est le véritable auteur. Margaret finit par découvrir la supercherie de son mari et en dépit de sa déception conjugale, elle ferme les yeux puisqu'elle lui a apporté la fortune, des images de ses œuvres sont même vendues en supermarchés. Entretemps, la relation entre Margaret et Walter se dégrade et elle ne veut plus commettre de faux.
Après une énième dispute avec son mari, Margaret quitte le domicile conjugal et part vivre avec sa fille à Honolulu où elle fait connaissance des Témoins de Jéhovah. Apprenant que le mensonge est condamné par Dieu, elle décide de rétablir la vérité. Mais se rebeller contre la soif de profit, le succès et la méchanceté de Walter n'est pas chose facile pour Margaret qui doit trouver, en elle, une grande force intérieure qu'elle n'a jamais eue jusqu'à présent. Margaret, dans sa recherche de vérité, découvre que les mensonges de Walter affectent également de nombreux autres aspects de sa vie.

## Fiche technique

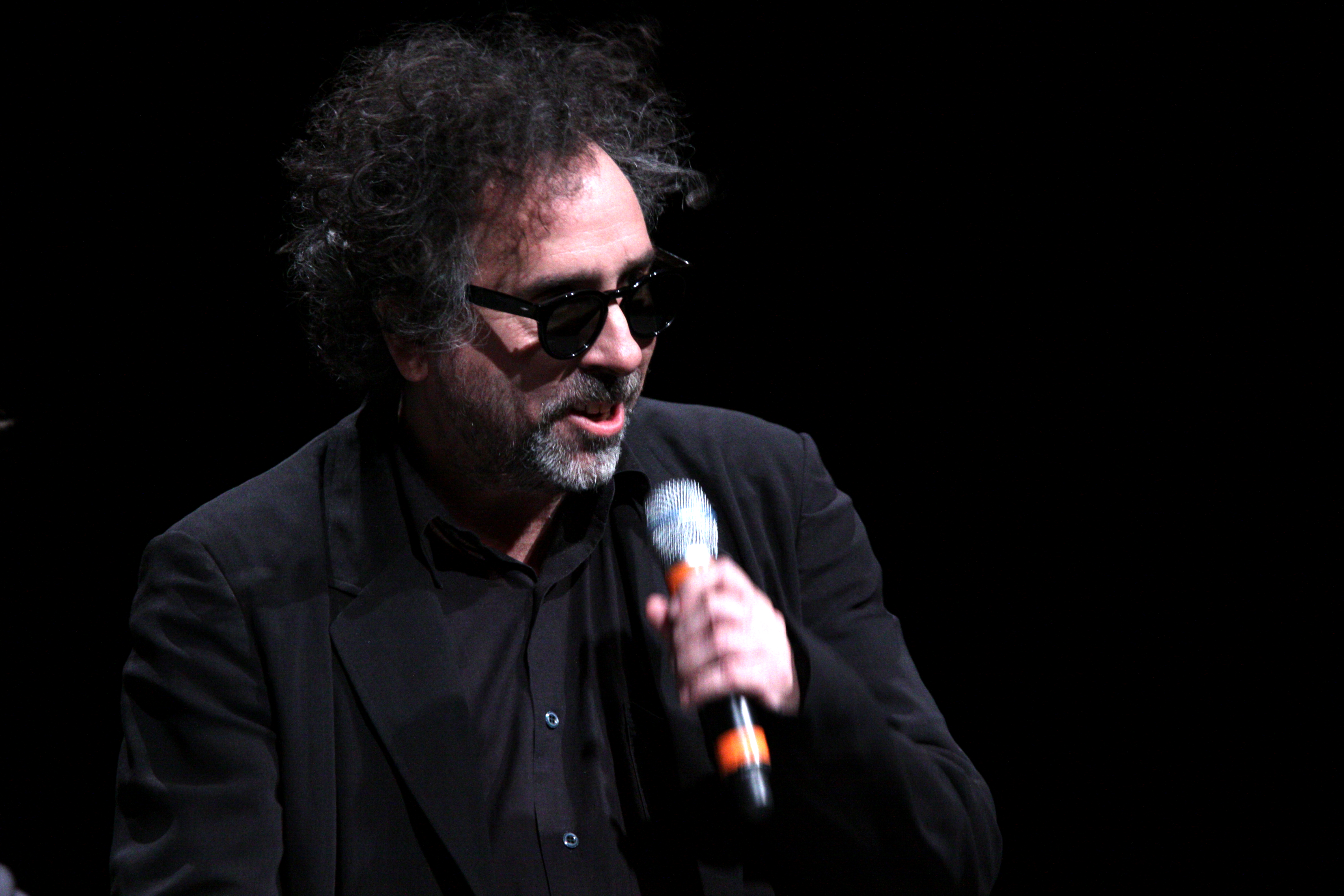
Tim Burton en 2012.

- Titre original et français : Big Eyes
- Titre québécois : Les Grands Yeux
- Réalisation : Tim Burton
- Scénario : Scott Alexander et Larry Karaszewski
- Musique : Danny Elfman
- Décors : Rick Heinrichs
- Direction artistique : Chris August
- Costumes : Colleen Atwood
- Photographie : Bruno Delbonnel
- Son : Oliver Tarney
- Montage : Joseph C. Bond IV
- Production : Scott Alexander, Tim Burton, Lynette Howell et Larry Karaszewski
- Sociétés de production : Electric City Entertainment, Silverwood Films, Tim Burton Productions et The Weinstein Company
- Sociétés de distribution : The Weinstein Company (États-Unis), StudioCanal (France)
- Budget : 10 000 000 de dollars[2]
- Pays de production :  États-Unis,  Canada
- Langues originales : anglais, français et italien
- Format : couleur (Technicolor) — 35 mm - 1,85:1 — son Dolby Digital
- Genre : drame biographique
- Durée : 106 minutes
- Dates de sortie[3] : 
  - États-Unis : 13 novembre 2014 (première au Musée d'art du comté de Los Angeles)
  - États-Unis / Canada : 25 décembre 2014
  - France / Belgique : 18 mars 2015
- Classification :
  - France (CNC : tous publics, art et essai[4]

## Distribution

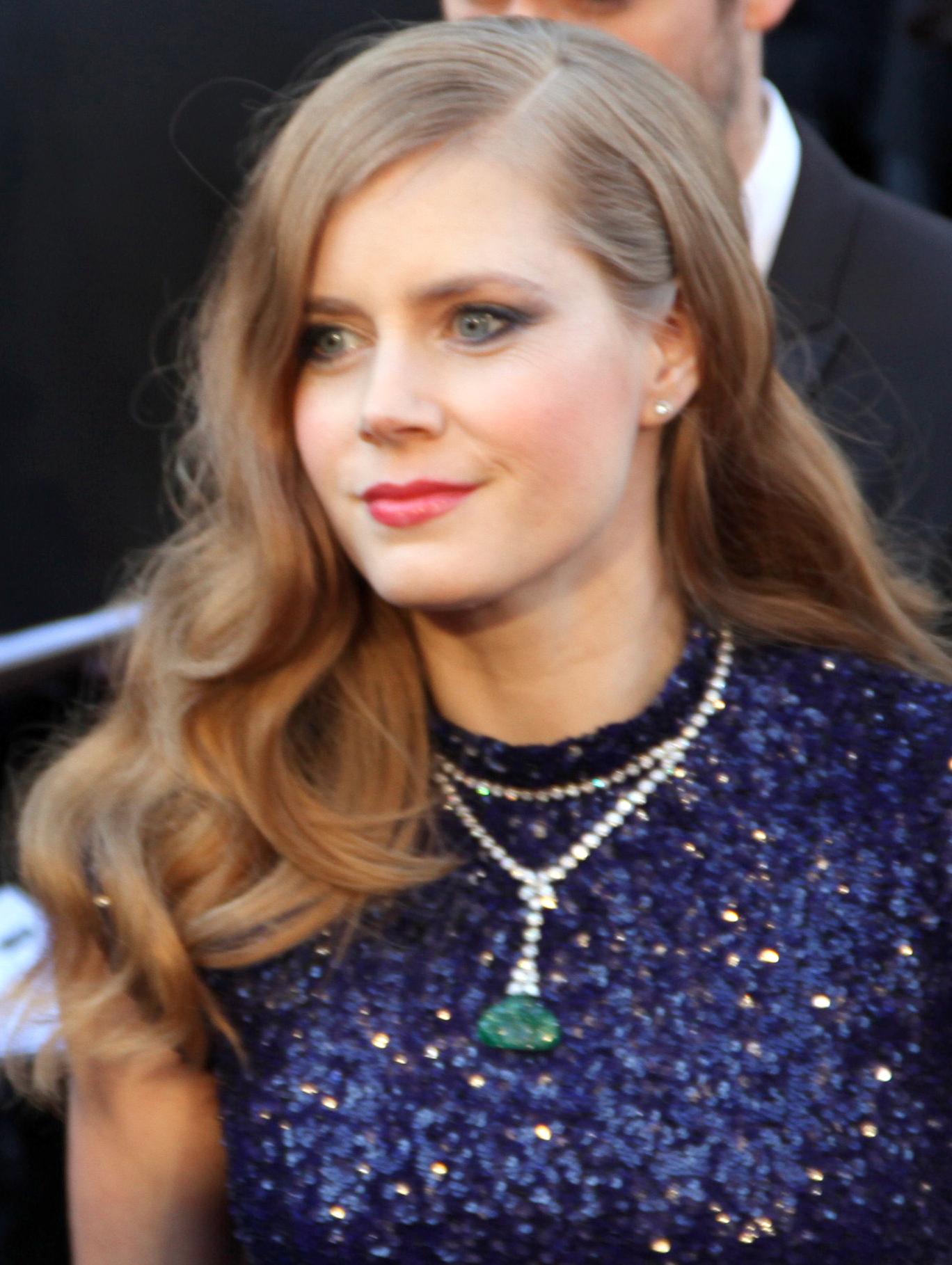
Amy Adams en 2011.

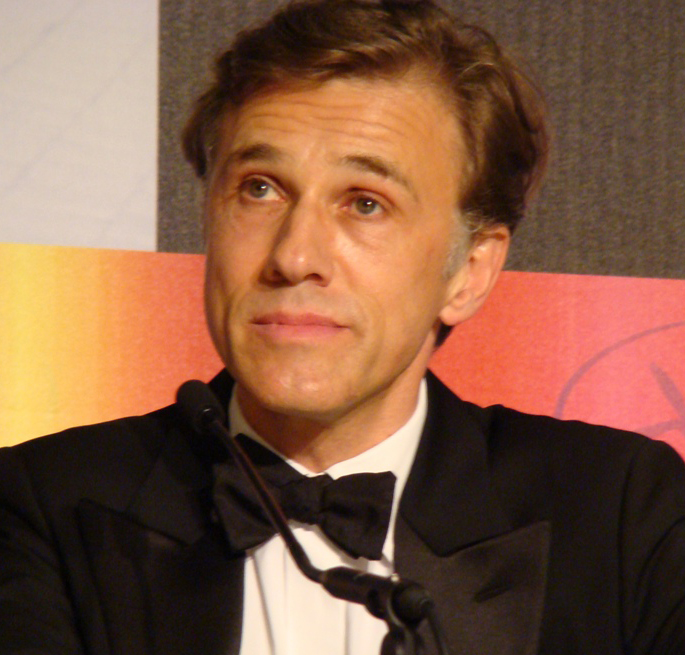
Christoph Waltz en 2009.

- Amy Adams (VF : Caroline Victoria) : Margaret Keane, peintre
- Christoph Waltz (VF : Christian Gonon) : Walter Keane, agent immobilier, mari de Margaret
- Krysten Ritter (VF : Maïa Michaud) : DeeAnn, amie de Margaret
- Jason Schwartzman (VF : Jean-Christophe Dollé) : Ruben, galeriste
- Danny Huston (VF : Philippe Vincent) : Dick Nolan, journaliste
- Terence Stamp (VF : Michel Derain) : John Canaday, critique d'art
- Jon Polito (VF : Achille Orsoni) : Enrico Banducci, le patron de la boîte de jazz
- Elisabetta Fantone : Marta
- James Saito (VF : Sylvain Clément) : le juge
- Guido Furlani : Dino Olivetti
- Delaney Raye (VF : Issia Lorrain) : Jane, fille de Margaret, enfant
  - Madeleine Arthur (VF : Charlotte Piazza) : Jane, adolescente
- Matthew Kevin Anderson (VF : Olivier Chauvel) : l'homme à la mode
- Barclay Hope (VF : Laurent Mantel) : l'avocat Gannett
- Leela Savasta : Hippie Chick
- Desiree Zurowski (VF : Anne Rondeleux) : Tipsy Lady
- Margaret Keane : une femme assise sur un banc (caméo)

- Version française
  - Studio de doublage : Dubbing Brothers
  - Direction artistique : Béatrice Delfe
  - Adaptation : Philippe Sarrazin

Source et légende : Version française (VF) sur RS Doublage et AlloDoublage

## Production

### Développement
Le scénario est écrit par Scott Alexander et Larry Karaszewski, qui avaient déjà écrit le précédent film biographique de Tim Burton, Ed Wood, sorti en 1994. À l'origine, les deux scénaristes devaient réaliser le film et Tim Burton ne devait être que producteur,.

### Attribution des rôles
Lorsque le projet devait être réalisé par Scott Alexander et Larry Karaszewski, les rôles principaux devaient revenir à Kate Hudson et Thomas Haden Church. Reese Witherspoon et Ryan Reynolds sont ensuite évoqués,. Ces rôles reviennent finalement à Amy Adams et Christoph Waltz.

### Tournage
Le tournage a eu lieu à Vancouver, San Francisco, au Royal Portbury Dock de Bristol en Angleterre ainsi qu'au Royal Hawaiian Hotel de Waikiki.
Contrairement à ses habitudes, Tim Burton abandonne ici le format 35 mm et tourne en numérique, en raison de restrictions budgétaires.

### Musique
La musique originale est composée par Danny Elfman, fidèle collaborateur de Tim Burton. De plus, la chanteuse pop Lana Del Rey interprète deux chansons inédites, Big Eyes et I Can Fly. Par ailleurs, on retrouve dans le film des morceaux d'artistes comme Miles Davis ou Cal Tjader. 
| No  | Titre             | Interprète(s)               | Durée |
| --- | ----------------- | --------------------------- | ----- |
| 1.  | Big Eyes          | Lana Del Rey                | 4:41  |
| 2.  | Bludan            | Acteurs de Big Eyes         | 3:15  |
| 3.  | Doxy              | Miles Davis & Sonny Rollins | 4:55  |
| 4.  | Hey Now           | The Red Garland Trio        | 3:41  |
| 5.  | Tropicville       | Acteurs de Big Eyes         | 3:10  |
| 6.  | Rik-A-Tik         | The Lively Ones             | 3:02  |
| 7.  | A Minor Goof      | Cal Tjader                  | 3:54  |
| 8.  | I Can Fly         | Lana Del Rey                | 5:48  |
| 9.  | Opening           | Danny Elfman                | 3:59  |
| 10. | Who's the Artist? | Danny Elfman                | 2:56  |
| 11. | Margaret          | Danny Elfman                | 3:03  |
| 12. | Walter            | Danny Elfman                | 4:49  |
| 13. | Victory           | Danny Elfman                | 4:59  |
| 14. | End Credits       | Danny Elfman                | 1:12  |

## Accueil

### Critique
Big Eyes obtient un accueil positif des critiques professionnels : 71 % des 82 critiques collectés par le site Rotten Tomatoes sont favorables, pour une moyenne de 6,6⁄10, tandis qu'il obtient un score de 62⁄100 sur le site Metacritic, pour 34 critiques. En France, l'accueil est également positif, avec une moyenne de 3,8/5 sur le site AlloCiné pour 33 critiques.

### Box-office
Lors de son premier week-end d'exploitation en salles aux États-Unis, Big Eyes prend la quinzième place du box-office avec 3 001 738 $, soit une moyenne de 2,297 $ sur les 1 307 salles le diffusant. Il s'agit d'un des plus faibles démarrages dans la carrière de Tim Burton sur le territoire américain dans une importante combinaison de salles. L'exploitation en salles sur le territoire américain s'achève 26 mars 2015 en ayant engrangé 14 482 031 $. Au 5 avril 2015, avec 12 747 413 $ à l'étranger, le total des recettes mondiales à 27 229 444 $. Il s'agit à ce jour du plus faible résultat au box-office du réalisateur depuis Ed Wood en 1994, confirmant ainsi les échecs successifs de Burton depuis 2012 aux États-Unis avec Dark Shadows et Frankenweenie.
En Italie, en janvier 2015, il prend la huitième place du box-office avec 1 114 145 € de recettes le premier week-end d'exploitation. Il remonte d'une place le week-end suivant avec 536 100 €. Il a engrangé un total de 2 193 502 € au cours de son exploitation.
En France, Big Eyes prend la troisième place du box-office le jour de sa sortie avec 967 entrées sur Paris sur 26 salles en première séance, constituant le pire démarrage de Tim Burton en vingt ans. Sur Paris et sa périphérie, il totalise 1 408 entrées. Il garde cette troisième place au box-office lors de son premier jour sur tout le territoire avec 18 420 entrées. En premier week-end, Big Eyes totalise 147 573 entrées. En première semaine, Big Eyes prend la quatrième place du box-office avec 221 977 entrées. En fin d'exploitation, il a réussi à totaliser 383 114 entrées,. 368 262 selon JP's Box Office (10 2021) ce qui est peu pour la France, mais la rentabilité mondiale que le site enregistre est néanmoins de 293%[réf. souhaitée].

## Distinctions

### Récompenses
- Golden Globes 2015 : meilleure actrice dans un film musical ou une comédie pour Amy Adams

### Nominations
- British Academy Film Awards 2015 :
  - Meilleure actrice pour Amy Adams
  - Meilleurs décors pour Rick Heinrichs et Shane Vieau
- Critics' Choice Movie Awards 2015 : meilleure chanson originale pour Big Eyes interprétée par Lana Del Rey
- Film Independent's Spirit Awards 2015 : meilleur scénario pour Scott Alexander et Larry Karaszewski
- Golden Globes 2015 :
  - Meilleur acteur dans un film musical ou une comédie pour Christoph Waltz
  - Meilleure chanson originale pour Big Eyes interprétée par Lana Del Rey